# Donato Bossi

Stemma dei Bossi di Milano

Donato Bossi (Milano, 5 marzo 1436 – 1502) è stato uno scrittore italiano.

## Biografia
Donato Bossi (in latino Donatus Bossius) era figlio del patrizio milanese Giovanni Bossi.
Notaio dal 1456, è noto per la sua raccolta (1492) di storia viscontea, la Chronica bossiana, dedicata al duca di Milano Galeazzo Maria Sforza.